# Orthosia stannardii
Orthosia stannardii är en oleanderväxtart som först beskrevs av Morillo, och fick sitt nu gällande namn av Liede och Meve. Orthosia stannardii ingår i släktet Orthosia och familjen oleanderväxter. Inga underarter finns listade i Catalogue of Life.